# Гров (тауншип, Миннесота)
Гров (англ. Grove) — тауншип в округе Стернс, Миннесота, США. На 2000 год его население составило 505 человек.

## География
По данным Бюро переписи населения США площадь тауншипа составляет 87,4 км², из которых 86,2 км² занимает суша, а 1,3 км² — вода (1,45 %).

## Демография
По данным переписи населения 2000 года здесь находились 505 человек, 158 домохозяйств и 137 семей.  Плотность населения —  5,9 чел./км².  На территории тауншипа расположено 160 построек со средней плотностью 1,9 построек на один квадратный километр. Расовый состав населения: 99,80 % белых и 0,20 % приходится на две или более других рас.
Из 158 домохозяйств в 51,3 % воспитывались дети до 18 лет, в 80,4 % проживали супружеские пары, в 3,2 % проживали незамужние женщины и в 12,7 % домохозяйств проживали несемейные люди. 12,0 % домохозяйств состояли из одного человека, при том 3,8 % из — одиноких пожилых людей старше 65 лет. Средний размер домохозяйства — 3,20, а семьи — 3,49 человека.
34,7 % населения — младше 18 лет, 5,3 % — в возрасте от 18 до 24 лет, 30,1 % — от 25 до 44, 23,6 % — от 45 до 64, и 6,3 % — старше 65 лет. Средний возраст — 35 лет. На каждые 100 женщин приходилось 117,7 мужчин.  На каждые 100 женщин старше 18 приходилось 107,5 мужчин.
Средний годовой доход домохозяйства составлял 45 750 долларов, а средний годовой доход семьи —  50 250 долларов. Средний доход мужчин —  37 125 долларов, в то время как у женщин — 20 000. Доход на душу населения составил 18 533 доллара. За чертой бедности находились 11,6 % семей и 12,6 % всего населения тауншипа, из которых 15,3 % младше 18 и 12,5 % старше 65 лет.